# ミユビシギ
ミユビシギ （三趾鷸、学名：Calidris alba）は、チドリ目シギ科に分類される鳥類の一種である。英名はSanderling。

## 分布
ユーラシア大陸や北アメリカの北極圏、グリーンランドで繁殖し、冬期は中央アメリカから南アメリカ、アフリカ、東南アジア、オーストラリア方面に渡り越冬する。長距離の渡りをする種類として有名である。
日本では旅鳥として春秋の渡りの時期に見られるが、本州中部以南の地域では、冬鳥として越冬しているものもある。また繁殖を行わない若鳥は、7、8月にも日本に留まっていることがある。

## 形態
体長は約19 cm。大部分の個体には後指（第一趾）がなく、これが和名の由来となっている。まれにわずかな痕跡程度の第一趾がある個体もある。冬羽は全身灰白色で翼の縁の部分が黒い。夏羽では頭と背中、羽は赤褐色で、腹と喉が白色である。雌雄同色である。
嘴と足は黒色。

## 生態
非繁殖期には、海岸の砂浜や岩場、河口、干潟などに生息する。数羽から数十羽の群れで行動していることが多いが、時には数百羽の大群を形成することもある。繁殖期はツンドラや岩石の多い平原などに生息する。
砂浜の波打ち際を走り回りながら、貝類や甲殻類、昆虫類などを捕食する。岩場の海藻類や苔類を食べることもある。
繁殖期は6-7月で、地上に営巣し普通4卵を産む。複婚、二重巣卵体制をとっているものが多く、その場合最初の巣では雄が抱卵と育雛を、次の巣では雌が抱卵と育雛を行う。
普段は「チュ　チュ」「キッ　キッ」と小さな声でさえずる程度。繁殖期には「キュキュキュ」と目立つ声で鳴く。

## 種の保全状況評価

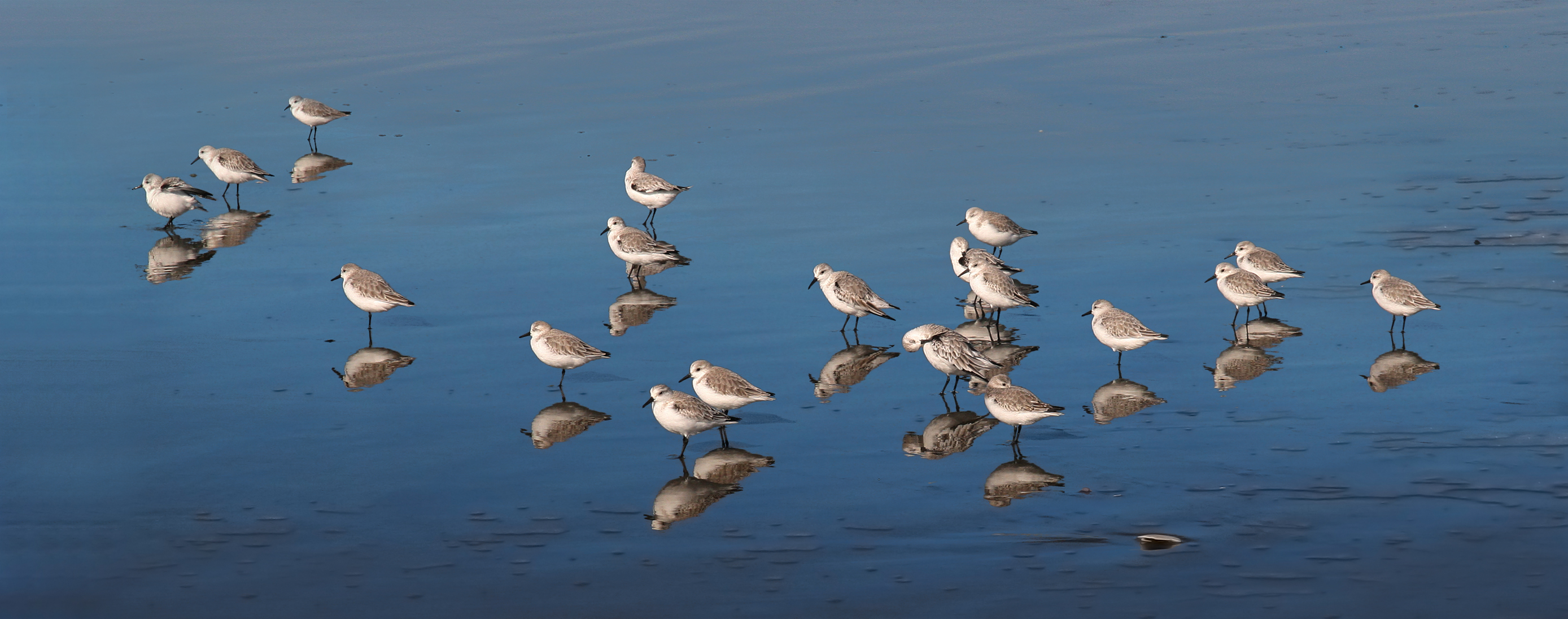
海岸に群れるミユビシギ

国際自然保護連合（IUCN）により、軽度懸念（LC）の指定を受けている。
日本の以下の都道府県でレッドリストの指定を受けている。
- 絶滅寸前または絶滅危惧種（絶滅危惧I類、CRまたはEN） - 神奈川県
- 危急種（絶滅危惧II類・VU） - 兵庫県
- 準絶滅危惧（NT） - 千葉県、静岡県、愛知県、三重県、大阪府

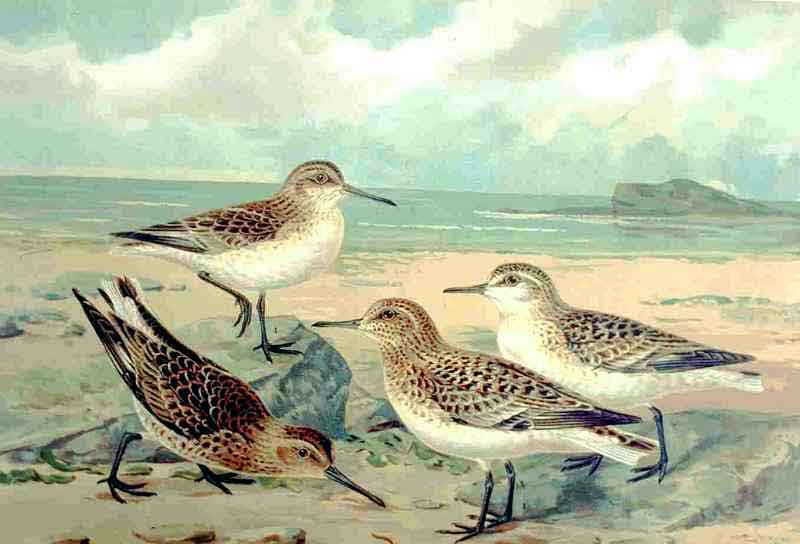
ミユビシギ（右側）

- 情報不足（DD） - 石川県